# Choćkowce
Choćkowce (biał. Хацькоўцы; ros. Хотьковцы) – wieś na Białorusi, w rejonie wołkowyskim obwodu grodzieńskiego, około 11 km na południe od Wołkowyska.
Wieś szlachecka położona była w końcu XVIII wieku w powiecie wołkowyskim województwa nowogródzkiego. 

## Historia
Pierwsze wzmianki o Choćkowcach pochodzą z XVII wieku. Od XVIII wieku dobra należały do rodziny Jelskich herbu Pielesz. Adam Jelski, wojski wołkowyski, kupił w 1781 roku od Tadeusza Puchalskiego miejscowości Kosin i Łukawicę za 90 tysięcy złotych, a jego syn Tadeusz (zm. w 1876 roku) został właścicielem Choćkowców. Na przełomie XIX i XX wieku majątek o powierzchni około 600 hektarów był własnością Henryki Jelskiej (1858–1927), wnuczki Tadeusza, i jej męża Adama Eustachego Jelskiego (1838–1915). Po jej śmierci majątek został podzielony między ich córki, a Choćkowce dostały się jednej z nich, Janinie Wereszczakowej (1885–1948), która była ostatnią właścicielką majątku, do II wojny światowej. 
Po III rozbiorze Polski w 1795 roku Choćkowce, wcześniej należące do powiatu wołkowyskiego województwa nowogródzkiego Rzeczypospolitej, znalazły się na terenie powiatu wołkowyskiego (ujezdu), wchodzącego w skład kolejno guberni: słonimskiej, litewskiej i grodzieńskiej Imperium Rosyjskiego. Po ustabilizowaniu się granicy polsko-radzieckiej w 1921 roku wieś wróciła do Polski, weszła w skład gminy Biskupice powiatu wołkowyskiego województwa białostockiego, od 1945 roku – był w ZSRR, od 1991 roku – na terenie Republiki Białorusi.
Na terenie wsi stoi kapliczka.

## Dawny dwór
Około 2 km na północny wschód od centrum wsi, nad brzegiem rzeki Roś, na terenie obecnej wsi Nowe Choćkowce, istniał stary, rozległy, parterowy dwór modrzewiowy, pochodzący z końca XVIII wieku. W ciągu XIX wieku dwór został jeszcze bardziej rozbudowany, miał czterokolumnowy ganek, zwieńczony trójkątnym szczytem. Od strony ogrodu znajdował się centralny taras. Dom był kryty gontowym czterospadowym dachem. 
Ze starych zabudowań do 1939 roku zachował się jedynie stojący nieopodal stary sześcioboczny, dwukondygnacyjny lamus, służący wtedy celom mieszkalnym. Do czasów dzisiejszych zachowało się parę innych pomieszczeń gospodarczych z początku XX wieku: oficyna, wybudowana w 1909 roku, młyn, jezioro i fragment zdziczałego parku. Już w okresie międzywojennym rodzina właścicieli mieszkała w jednej z oficyn. Po II wojnie światowej majątek został przekazany utworzonemu tam kołchozowi.

## Park dworski
Dwór był otoczony przez park o powierzchni około 5,5 ha, w tym 2 hektary stawu (otaczający dom od północy i zachodu), z dużą liczbą sędziwych, liściastych i iglastych drzew.
Majątek w Choćkowcach jest opisany w 2. tomie Dziejów rezydencji na dawnych kresach Rzeczypospolitej Romana Aftanazego.